# 양자리 53
양자리 53 또는 양자리 UW는 양자리 방향에 위치한 세페우스자리 베타형 변광성이자 도주성이다. 겉보기 등급은 +6.13이며, 분광형은 O형 또는 뜨거운 B형이다.

## 특이사항

### 도주성
이 별은 도주성으로, 이동방향을 역추적한 결과 약 200만 년 전 오리온 성운 내 사다리꼴 성운에서 쌍성계 구성원이었던 두 별이 충돌한 여파로 도주성이 된 걸로 추측된다.

## 참고 문헌
- Jerzykiewicz, Mikolaj (1974). “Photometry of UW ARIETIS and V600 Herculis”. 《Publications of the Astronomical Society of the Pacific》 86: 43. doi:10.1086/129556.
- HR 938
- Image 53 Arietis